# Alfa Romeo 126 RC.34

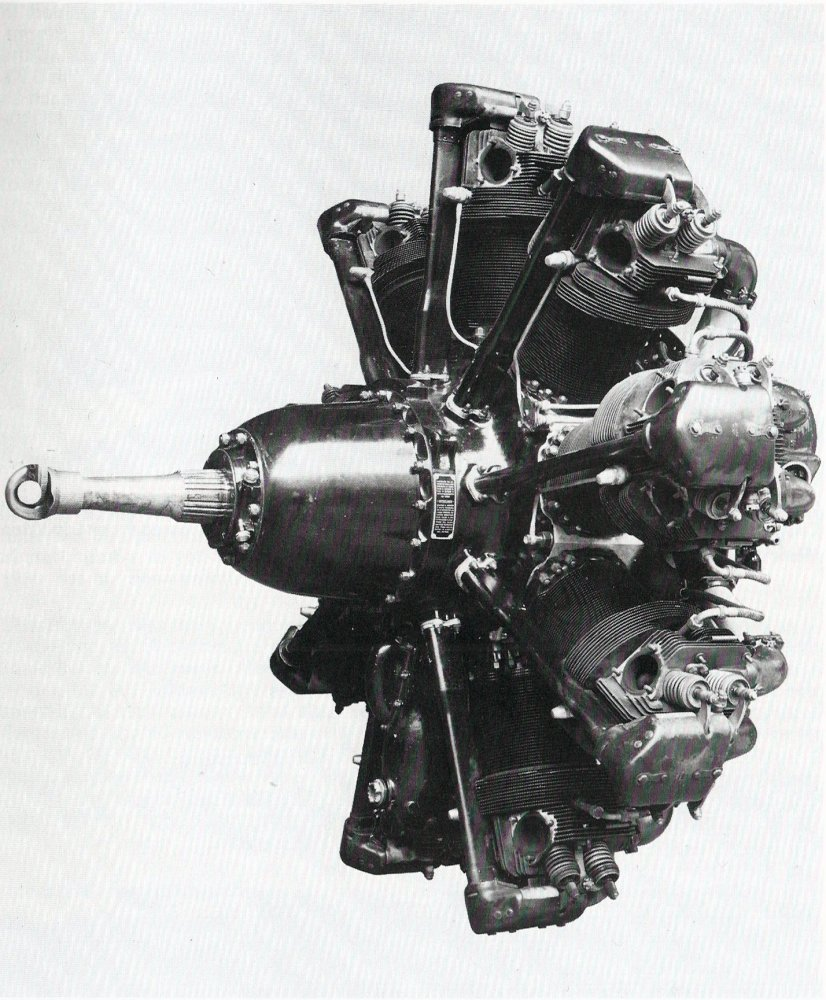
Moteur radial Alfa Romeo 126 RC 34 utilisé jusqu'en 1942 sur les avions Savoia-Marchetti S.M.79

Le moteur Alfa Romeo 126 RC.34 était un moteur d'avion en étoile, refroidi par air et produit par le constructeur italien Alfa Romeo Avio à partir de 1935. 
Ce moteur équipa de nombreux avions de chasse de la Regia Aeronautica, l'armée de l'air du royaume d'Italie, de la Luftwaffe et de l'Armée de l'air bulgare durant la Seconde Guerre mondiale.

## Le projet
Le moteur Alfa Romeo 126 RC.34 a été conçu en 1935. Il fait partie d'une importante série de moteurs en étoile du constructeur italien à l'époque. À l'origine, Alfa Romeo disposait des droits sur le moteur Bristol Jupiter de 1918. La société Bristol a fait faillite en 1920 alors que le développement du moteur ne faisait que débuter. C'est à ce moment-là que les licences ont été cédées à bon nombre de constructeurs comme Gnome et Rhône en France, BMW et Siemens & Halske en Allemagne, Nakajima au Japon, PZL en Pologne, Alfa Romeo Avio en Italie, Walter en Tchécoslovaquie et Shvetsov en URSS.
Alfa Romeo a travaillé au développement du projet et en dériva les séries 125/126/128/129/135/136. Ce moteur a été conçu expressément pour une utilisation sur des avions de chasse. La caractéristique principale de ce moteur était sa simplicité de construction en temps de restrictions de guerre où les matières premières étaient rares et coûteuses. Le moteur Alfa Romeo sera le premier à adopter un compresseur centrifuge optimisé pour voler au dessus de 3 000 mètres d'altitude ainsi qu'un réducteur de vitesse entre le moteur et l'hélice.

## Applications
Bulgarie
- DAR-10A

 Allemagne (1933)
- Junkers Ju 52[1]

 Royaume d'Italie
- CANT Z.506
- Caproni A.P.1
- Savoia-Marchetti SM.73
- Savoia-Marchetti SM.74
- Savoia-Marchetti SM.75
- Savoia-Marchetti SM.79[2]
- Savoia-Marchetti SM.81
- Savoia-Marchetti SM.83

## Caractéristiques générales
- distribution : OHV 4 soupapes en tête par cylindre
- alimentation : 3 carburateurs
- compresseur centrifuge

## Sources